# Uładzimir Pleciuchou
Uładzimir Aniascijewicz Pleciuchou (biał. Уладзімір Анясціевіч Плецюхоў, ros. Владимир Анестиевич Плетюхов, Władimir Aniestijewicz Pletiuchow) – białoruski polityk, deputowany do Rady Najwyższej Republiki Białorusi XIII kadencji, w latach 1996–2000 deputowany do Izby Reprezentantów Zgromadzenia Narodowego Republiki Białorusi I kadencji.

## Życiorys
W 1995 roku mieszkał w Brześciu. Pełnił funkcję prorektora ds. naukowych, kierownika Katedry Fizyki Teoretycznej i Astronomii Brzeskiego Uniwersytetu Państwowego, był członkiem Partii Komunistów Białoruskiej. W drugiej turze uzupełniających wyborów parlamentarnych 10 grudnia 1995 roku został wybrany na deputowanego do Rady Najwyższej Republiki Białorusi XIII kadencji z Brzeskiego-Centralnego Okręgu Wyborczego Nr 2. 19 grudnia 1995 roku został zarejestrowany przez centralną komisję wyborczą, a 9 stycznia 1996 roku zaprzysiężony na deputowanego. Od 23 stycznia pełnił w Radzie Najwyższej funkcję przewodniczącego Stałej Komisji ds. Edukacji, Nauki i Kultury. Należał do frakcji komunistów. Od 21 czerwca był członkiem delegacji Rady do Zgromadzenia Parlamentarnego Stowarzyszenia Białorusi i Rosji. Poparł dokonaną przez prezydenta Alaksandra Łukaszenkę kontrowersyjną i częściowo nieuznaną międzynarodowo zmianę konstytucji. 27 listopada 1996 roku przestał uczestniczyć w pracach Rady Najwyższej i wszedł w skład utworzonej przez prezydenta Izby Reprezentantów Zgromadzenia Narodowego Republiki Białorusi I kadencji. Zgodnie z Konstytucją Białorusi z 1994 roku jego mandat deputowanego do Rady Najwyższej zakończył się 9 stycznia 2001 roku; kolejne wybory do tego organu jednak nigdy się nie odbyły.